# Józef Galewski (drukarz)

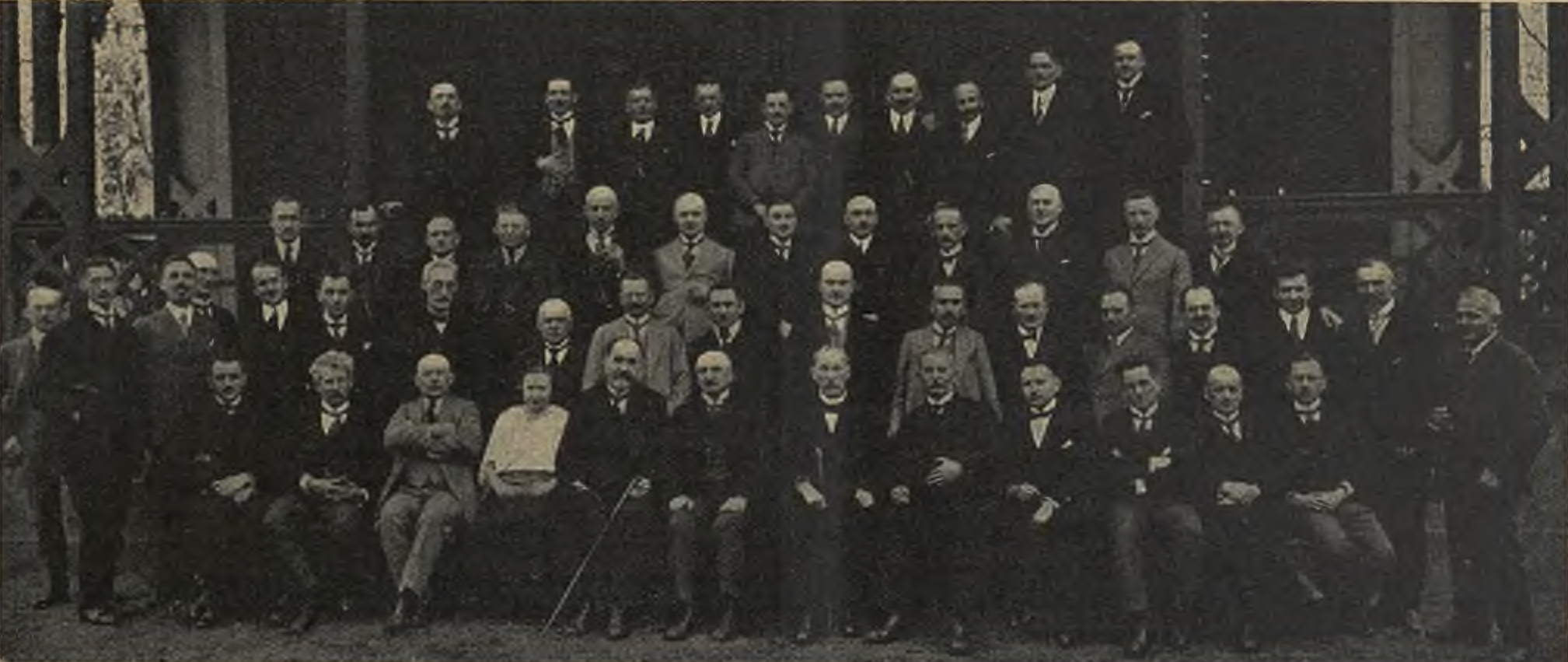
Józef Galewski (siedzi drugi z lewej) na Trzecim Walnym Zjeździe Związku Zakładów Graficznych i Wydawniczych na Polskę Zachodnią z siedzibą w Poznaniu, 28 kwietnia 1923.

Józef Galewski (ur. 1872, zm. 21 czerwca 1952 w Krakowie) – polski mistrz sztuki drukarskiej, autor podręczników drukarskich.
Wieloletni pracownik Drukarni Spółkowej w Gnieźnie i Krakowskiej Drukarni Naukowej. Od 1923 roku prezes Okręgu II Związku Zakładów Graficznych i Wydawniczych na Polskę Zachodnią z siedzibą w Poznaniu.
Pochowany na cmentarzu Rakowickim w Krakowie.

## Wybrane publikacje
- 1924 – Ilustrowany przewodnik po Gnieźnie i okolicy wraz z planem miasta
- 1929 – Uczeń-składacz. Podręcznik dla uczni-składaczy
- 1929 – Uczeń-drukarz. Podręcznik dla uczni-drukarzy
- 1932 – Stemple kauczukowe. Podręcznik do wykonywania stempli kauczukowych
- 1932 – Gdynia w roku 1932
- 1938 – Składacz. Podręcznik dla składaczy